# エン・シパド・ジッド・アナ
エン・シパド・ジッド・アナ（En-sipad-zid-ana）は、古代メソポタミア、シュメールの王。

## 略歴
ララクのエン・シパド・ジッド・アナは、シュメール王名表によると紀元前2900年頃までの4代目の王。
エン・シパド・ジッド・アナは28,800年間統治したとされる。